# Góry (Puławy)
Pour les articles homonymes, voir Góry.
Góry (prononciation [ˈɡurɨ]) est un village de la gmina de Markuszów du powiat de Puławy dans la voïvodie de Lublin, situé dans l'est de la Pologne.
Il se situe à environ 22 kilomètres à l'est de Puławy (siège du powiat) et 25 kilomètres au nord-ouest de Lublin (capitale de la voïvodie).
Le village comptait approximativement une population de 335 habitants en 2009.

## Histoire
De 1975 à 1998, le village est attaché administrativement à l'ancienne voïvodie de Lublin.

Depuis 1999, il fait partie de la nouvelle voïvodie de Lublin.